# Michaëlle Jean
Michaëlle Jean (6 de setembre de 1957) és una periodista i política canadenca que fou governadora general del Canadà entre 2005 i 2010, així com secretària general de l'Organització Internacional de la Francofonia (OIF) entre 2015 i 2018.

## Biografia
Jean fou una refugiada haitiana, immigrant al Canadà el 1968 i cresqué al poble de Thetford Mines, Quebec. Després d'aconseguir diversos graus universitaris, Jean treballà com a periodista i reportera per a Radio-Canada i a Canadian Broadcasting Corporation (CBC). També treballà en serveis socials principalment en l'assistència de víctimes de violència domèstica.
Fou designada per Elisabet II reina del Canadà sota la recomanació del Primer Ministre, Paul Martin per a reemplaçar Adrienne Clarkson com a virreina. L'anunci oficial de la designació fou feta el 4 d'agost del 2005, i fou investida com la 27a governadora general des de la creació de la Confederació. Era la primera persona haitiana i negra que obtenia aquest càrrec.
La seva doble ciutadania — ostentava la ciutadania francesa — i alguns comentaris que havia fet que, per als seus detractors, semblaven tenir una visió favorable quant a la sobirania del Quebec, foren causa de controvèrsia abans de la seva investidura. Jean renuncià a la seva ciutadania francesa i negà afavorir el separatisme.
Sent governadora general del Canadà, Jean rebia el títol de "Sa Excel·lència", i actualment, el títol de "La Més Honorable" durant la duració del seu virregnat i de manera vitalícia. Segons la pràctica actual, fou designada com a part del Consell Privat del Regne pel Canadà quan el seu mandat arribà a la seva fi.
El desembre de 2010, Jean va ser nomenada enviada especial de la UNESCO a Haití. Més tard va exercir com a rectora de la Universitat d'Ottawa (2012-15) i l'any 2015 va esdevenir la primera dona secretaria general de l'Organització Internacional de la Francofonia (OIF), càrrec que va ocupar fins al 2019.